# (113001) 2002 RT38
(113001) 2002 RT38 este un asteroid din centura principală, descoperit pe 5 septembrie 2002 de LINEAR.